# William Stephen Gilly
William Stephen Gilly (Hawkedon, 28 gennaio 1789 – Norham, 10 settembre 1855) è stato uno scrittore, viaggiatore e presbitero britannico.

## Biografia
Era figlio di William Gilly (morto nel 1837), rettore di Hawkedon e di Wanstead nell'Essex.
Nel novembre 1797 venne ammesso al Christ's Hospital a Londra, per proseguire gli studi al Caius College nel 1808 a Cambridge, ma conseguì il Bachelor come membro del St. Catharine Hall nel 1812, poco più tardi divenne diacono. Concluse il Master nel 1817. 

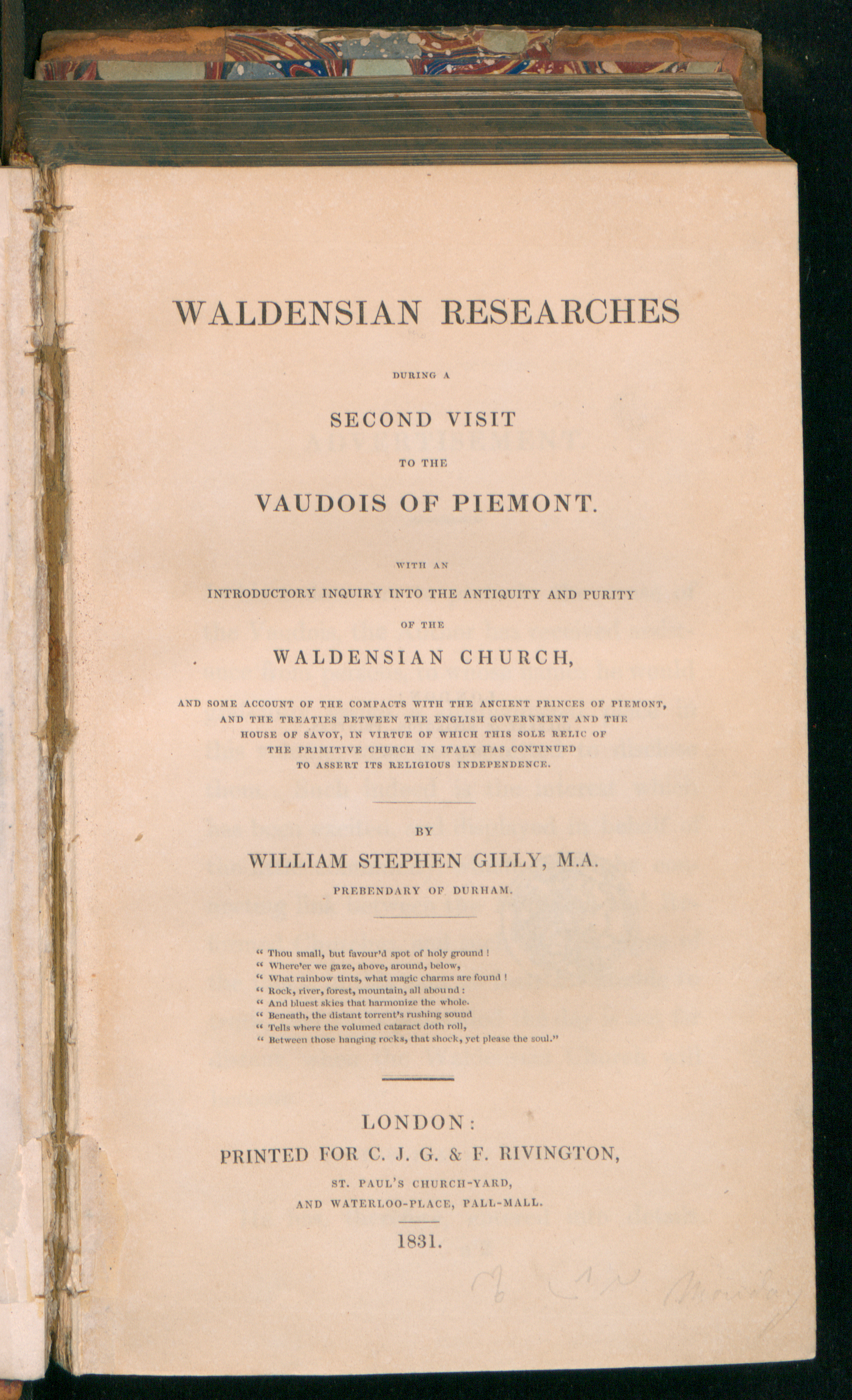
Waldensian researches, 1831

Fece il primo dei suoi molti viaggi in Piemonte presso i Valdesi nel 1823 e durante l'anno successivo pubblicò la Narrative of an Excursion to the Mountains of Piemont, and Researches among the Vaudois, or Waldenses in quarto, a Londra nel 1824; la terza edizione invece in ottavo nel 1826.
Nel 1827 divenne curato di St. Margaret a Durham e nel 1831 vicario di Norham, vicino Berwick-on-Tweed. Nel 1853 divenne canonico di Durham. Scrisse The Peasantry of the Border; an Appeal in their behalf, in ottavo, stampato a Berwick-upon-Tweed nel 1841 (seconda edizione a Londra nel 1842). Gilly morì a Norham il 10 settembre 1855.